# Ulrik Neumann
Hans-Ulrik Neumann (Kopenhagen, 23 oktober 1918 – Malmö, 28 juni 1994) was een Deense filmacteur en jazzgitarist. Hij speelde tussen 1940 en 1966 in negentien films. Van 1959 tot 1961 was hij lid van het Swe-Danes, met de Zweedse zangeres Alice Babs en de Deense jazzviolist Svend Asmussen. Hij was vader van de gitarist Mikael Neumann en zangeres Ulla Neumann.
De gitarist Ulrik Neumann begon zijn loopbaan al in de jaren dertig, toen hij een duo vormde met zijn zuster, de zangeres Gerda Neumann. Ze traden vooral op in Denemarken en Noorwegen, ook tijdens de bezettingstijd waarin ze de beperkingen wat betreft optredens probeerden te omzeilen. In 1946 trouwde hij de Zweedse actrice Stina Sorbon. Eind jaren vijftig werd hij lid van de Swe-Danes, waarmee hij met succes toerde in Europa en Amerika. Na het einde van het trio in 1961 werkte hij nog wel samen met Svend Asmussen, in een duo. Later speelde hij met zijn dochter Ulla Neumann en zoon Mikael Neumann onder de naam ''3 x Neumann". Hij nam verschillende albums op en speelde in de jaren 1940-1966 in 19 films, waarvoor hij soms ook muziek schreef. Een van zijn bekendste composities is "Love Waltz".

## Discografie (selectie)
- When The Children Are Asleep (met Alice Babs), Decca, 1958
- Danish Imports (met Svend Asmussen), Warner Brothers, 1961
- En Kväll Med Svend & Ulrik (met Svend Asmussen), RCA, 1962
- Spelar Povel Ramel (met Mikael Neumann), Four Leaf Clover, 1983
- With Joy And Feelings (met Ulla Neumann en Niels-Henning Ørsted Pedersen, Four Leaf Records, 1985
- Mal Ganz Was Anderes (met Ulla Neumann), Electrola, ?

## Filmografie
- Der var engang (1966)
- Melodin som kom bort (1965)
- Ballade på Bullerborg (1959)
- Musik ombord (1958)
- Seksdagesløbet (1958)
- Kispus (1956)
- Ny og sørgelig vise (1953)
- Drömsemester (1952)
- Op og ned langs kysten (1950)
- Lattjo med Boccaccio (1949)
- Når katten er ude (1947)
- Musik i haven (1945)
- Otte hundrede akkorder (1945)
- Rejsefeber (1944)
- Det kære København (1944)
- Ebberød Bank (1943)
- Op med humøret (1943)
- En mand af betydning (1941)
- En ganske almindelig pige (1940)